# Hamirpur (Uttar Pradesh)
Hamirpur (Hindi हमीरपुर Hamīrapur) ist eine Stadt im nordindischen Bundesstaat Uttar Pradesh.
Hamirpur liegt im Süden von Uttar Pradesh knapp 60 Kilometer südlich von Kanpur. Das Stadtzentrum wird von den Flüssen Betwa im Süden und Yamuna im Norden, die sich wenige Kilometer östlich vereinigen, begrenzt. Zum Zeitpunkt der Volkszählung 2011 hatte Hamirpur 35.475 Einwohner. Die Stadt ist in 25 Wards gegliedert und ist Verwaltungssitz des gleichnamigen Distrikts.
Die Stadt liegt an der nationalen Fernstraße NH 86 von Kanpur nach Bhopal.